# Richard A. Searfoss
Richard A. Searfoss, född 5 juni 1956, död 29 september 2018, var en amerikansk astronaut uttagen i astronautgrupp 13 den 17 januari 1990.
Asteroiden 13157 Searfoss är uppkallad efter honom.

## Rymdfärder
- STS-58
- STS-76
- STS-90